# Cintalapa
Cintalapa é um município do estado do Chiapas, no México. A população do município calculada no censo 2005 era de 73.668 habitantes.